# سام فيندر
سام فيندر (بالإنجليزية: Sam Fender)‏ (ولد في 25 أبريل 1994) هو مغني إنجليزي وشاعر وموسيقي وممثل. بدأ مسيرته المهنية كممثل، وبعد ذلك تم تصنيفه كمغني وأطلق عدة أغاني فردية بشكل مستقل، حيث تم تسميته كواحد من أصوات بي بي سي لعام 2018. وقع مع شركة تسجيل بوليدور وأصدر أول أسطوانة مطولة له وهي ديد بويز (Dead Boys) في نوفمبر 2018. حصل على جائزة اختيار النقاد في حفل جوائز بريت 2019 وأصدر ألبومه الأول، هايبرسونيك ميسلز (Hypersonic Missiles) في سبتمبر 2019. دخل الألبوم ترتيب ألبومات المملكة المتحدة واحتل المركز الأول.

## نشأته
ولد صامويل توماس فيندر في 25 أبريل 1994 في نورث شيلدز، تاين ووير. التحق بمدرسة جون سبينس الثانوية في بريستون وكلية سيكسث فورم التابعة لمدرسة ويتلي باي الثانوية مع زميله جو أتكينسون.
في سن العشرين، تم تشخيص إصابة فيندر بمرض يهدد حياته، بعد فترة وجيزة من انتقال والده إلى فرنسا. والده آلان وشقيقه ليام، كلاهما مغنيين وشعراء. ليام بإمكانه العزف على الطبول والبيانو.

## مسيرته المهنية
في عام 2010، تم رصد سام فيندر وهو يؤدي في إحدى الحانات في مدينته من قبل أوين ديفنز، مدير بن هوارد، الذي أخذه كعميل. في عام 2011 مثل سام فيندر في الحلقة الأولى من سلسلة فيرا الدرامية على قناة آي تي في، وفي عام 2012 مثل في سلسلة وولف بلود الخيالية على قناة سي بي بي سي قبل توقيعه كمغني. ظهرت أغنيته لسنة 2017 «بلاي غاد» في لعبة الفيديو فيفا 19. بعد جولة ممتدة، اضطر سام فيندر إلى إلغاء العديد من الحفلات في عام 2019 (بما في ذلك مهرجان غلاستنبري) بعد ما شخص بنزيف في الأحبال الصوتية. بعد شهر من الراحة، تعافى بما فيه الكفاية ليؤدي دور الدعم لبوب ديلان ونيل يونغ في هايد بارك. أصدر سام فيندر ألبومه الأول في استوديو، «هايبر سونيك ميسلز»، في 13 سبتمبر 2019. وسبقها أغنيته المنفردة «هايبرسونيك ميسلز» و«ول وي تاك؟» و«ذا بوردرز». في 10 ديسمبر 2019، أطلق أغنية جديدة بعنوان «أول إز آون باي ماي سايد». ألغى سام فيندر جولة نهاية الأسبوع في مايو 2020 بسبب كوفيد-19.

## حياته الخاصة
سام فيندر من مشجعي نادي نيوكاسل يونايتد الإنجليزي.

## ديسكوغرافيا

### ألبومات استديو
- هايبر سونيك ميسلز (2019)
- سفنتين غوينغ أندر (2021)

### أسطوانات مطولة
- ديد بويز (2018)

## دعم أعضاء فرقة
- دين تومبسون - غيتار رئيسي
- توم انجيرير - غيتار البيس
- جو أتكينسون - لوحة مفاتيح، سِنثسَيزر
- درو مايكلز - طبول
- جوني «قبعة زرقاء» ديفيس - ساكسفون

## الجوائز والترشيحات
| السنة | المنظم      | الجائزة                    | العمل              | النتيجة |
| ----- | ----------- | -------------------------- | ------------------ | ------- |
| 2017  | بي بي سي    | ساوند أوف... (2018)        | شخصيًا              | رُشِّح     |
| 2017  | تيكيت ويب   | ونس تو واتش 2018           | شخصيًا              | مُضمّن    |
| 2018  | فيفو        | دسكفر 2019 أرتيستس تو واتش | شخصيًا              | مُضمّن    |
| 2018  | بريت أواردز | سيرتيكس تشويس أواردز       | شخصيًا              | فوز     |
| 2018  | راديو إكس   | بيست سونقز أوف 2018        | "ذات ساوند"        | مُضمّن    |
| 2018  | ميترو       | ونس تو واتش 2019           | شخصيًا              | مُضمّن    |
| 2018  | راديو إكس   | غريت إكس - بيكتيشنز 2019   | شخصيًا              | مُضمّن    |
| 2019  | إم تي في    | ونس تو واتش 2019           | شخصيًا              | رُشِّح     |
| 2019  | راديو إكس   | بيست أوف بريتش 2019        | "هايبرسونيك ميسلز" | 64      |
| 2019  | راديو إكس   | بيست أوف بريتش 2019        | "ذات ساوند"        | 81      |
| 2019  | راديو إكس   | بيست أوف بريتش 2019        | "بلاي غاد"         | 90      |
| 2020  | بريت أواردز | بيست نيو أرتيست            | شخصيًا              | رُشِّح     |
| 2020  | راديو إكس   | بيست أوف بريتيش 2020       | "هايبرسونيك ميسلز" | 10      |
| 2020  | راديو إكس   | بيست أوف بريتيش 2020       | "بلاي غاد"         | 68      |
| 2020  | راديو إكس   | بيست أوف بريتيش 2020       | "ديد بويز"         | 72      |
| 2020  | راديو إكس   | بيست أوف بريتيش 2020       | "ذات ساوند"        | 82      |

## روابط خارجية
- سام فيندر على موقع IMDb (الإنجليزية)
- سام فيندر على موقع ميوزك برينز (الإنجليزية)
- سام فيندر على موقع أول ميوزيك (الإنجليزية)
- سام فيندر على موقع ديسكوغز (الإنجليزية)
- سام فيندر على موقع قاعدة بيانات الفيلم (الإنجليزية)